# São Luís Gonzaga do Maranhão
São Luís Gonzaga do Maranhão – miasto i gmina w Brazylii, w Regionie Północno-Wschodnim, w stanie Maranhão.  
Ma powierzchnię 968,57 km². Według danych ze spisu ludności w 2010 roku gmina liczyła 20 153 mieszkańców, a gęstość zaludnienia wynosiła 20,81 osób/km². Dane szacunkowe z 2019 roku podają liczbę 18 856 mieszkańców. 
W 2017 roku produkt krajowy brutto per capita wyniósł 6977,18 reali brazylijskich.
Miasto zostało założone w 1854 roku.